# Trzcianno
Trzcianno – wieś w Polsce położona w województwie mazowieckim, w powiecie płockim, w gminie Nowy Duninów.
W skład sołectwa Trzcianno-Jeżewo wchodzą wsie Trzcianno i Jeżewo.
W latach 1975–1998 miejscowość administracyjnie należała do województwa płockiego.
Z Trzcianna pochodził Daniel Ratz (1948–2023) – artysta malarz, orientalista, poeta, prozaik, autor książek "Przemijanie pejzaży", "Moje podróże" i "Jak poranione ptaki".